# Frankrijk op het Eurovisiesongfestival 1960
Frankrijk nam deel aan het Eurovisiesongfestival 1960, gehouden in Londen. Het was de vijfde deelname van het land.

## Selectieprocedure
Jacqueline Boyer was door de Franse omroep geselecteerd om haar land te vertegenwoordigen. Haar lied Tom Pillibi was speciaal voor het festival geschreven.
In Londen was Boyer als laatste van dertien deelnemers aan de beurt. Bij de puntentelling gaven vrijwel alle landen, met uitzondering van Italië, punten aan de Franse inzending. Boyer eindigde bovenaan met een totaalscore van 32 punten, zeven punten meer dan de Brit Bryan Johnson. Het was de tweede Franse songfestivaloverwinning, na Dors, mon amour van André Claveau in 1958.
Dankzij de zege keerde het songfestival in 1961 weer terug naar Frankrijk. De stad Cannes vormde het decor van die editie.
België · Denemarken · Frankrijk · Italië · Luxemburg · Monaco · Nederland · Noorwegen · Oostenrijk · Verenigd Koninkrijk · West-Duitsland · Zweden · Zwitserland
1956 · 1957 · 1958 · 1959 · 1960 · 1961 · 1962 · 1963 · 1964 · 1965 · 1966 · 1967 · 1968 · 1969 · 1970 · 1971 · 1972 · 1973 · 1974 · 1975 · 1976 · 1977 · 1978 · 1979 · 1980 · 1981 · 1982 · 1983 · 1984 · 1985 · 1986 · 1987 · 1988 · 1989 · 1990 · 1991 · 1992 · 1993 · 1994 · 1995 · 1996 · 1997 · 1998 · 1999 · 2000 · 2001 · 2002 · 2003 · 2004 · 2005 · 2006 · 2007 · 2008 · 2009 · 2010 · 2011 · 2012 · 2013 · 2014 · 2015 · 2016 · 2017 · 2018 · 2019 · 2020 · 2021 · 2022 · 2023 · 2024 · 2025